# 全博士學位

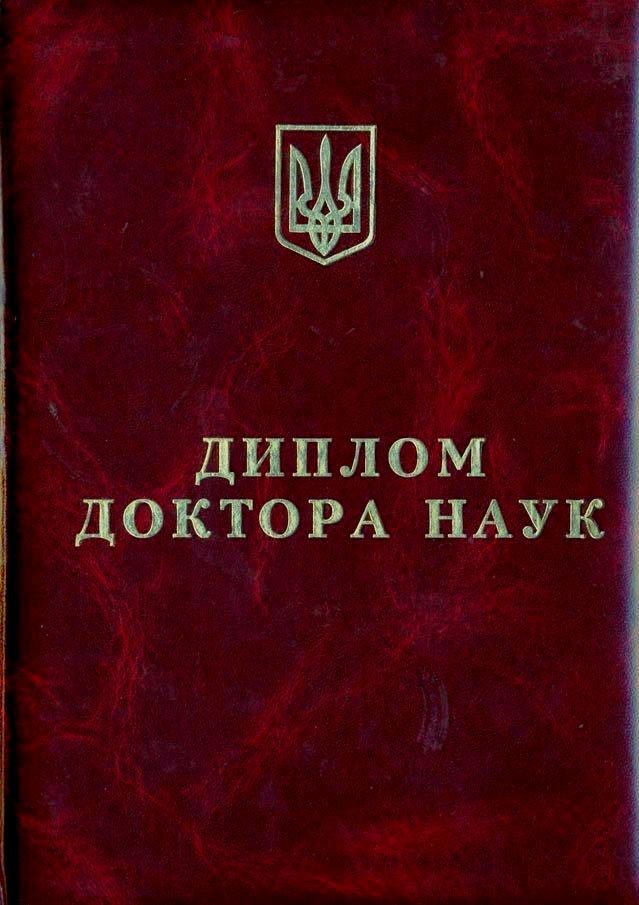
烏克蘭的全博士學位證書封面。

全博士學位（俄語：доктор наук），是蘇聯以及今俄羅斯、烏克蘭等流行俄式學制的歐亞國家的1種頒授給研究生的學位，級別比副博士學位高。在取得副博士學位（Кандидат наук）後才能夠修讀全博士。该阶段研究生自行進行博士後研究，提出對學術界有重大貢獻的論文後提出申請，並通過論文答辯方可取得。